# Rai Pipol
Rai Pipol - Lo spettacolo siete noi è stato un programma televisivo di Rai 3. Condotto da Geppi Cucciari, è andato in onda dal 13 aprile al 1º giugno 2019 il sabato in seconda serata con la partecipazione di Alessandra Ghisleri, di una big band composta da due soli elementi e di esperti di cittadinanza accomunati dal cognome Recalcati (medici, avvocati, scienziati) per risolvere i problemi dei presenti e fornire una guida leggera alla contemporaneità per il pubblico a casa.
In ogni puntata VIP e gente comune si raccontavano ed esprimevano i loro pensieri sul tema di puntata per creare un identikit della società.
Il programma andava in onda dal Teatro Zelig di Milano.

## Puntate
Cast fisso: Alessandra Ghisleri, la Big Orchestra composta dai violinisti Samyr e Amadeus, e gli esperti di cittadinanza Sebastiano Recalcati (medico dermatologo), Dario Recalcati (medico ginecologo), Chiara Recalcati (medico veterinario), Alessia Recalcati (psicologa), Andrea Recalcati (avvocato).
| Puntata | Data      | Ospiti | Tema                   | Telespettatori | Share |
| ------- | --------- | --- | ---------------------- | -------------- | ----- |
| 1       | 13 aprile | Roberta Petrelluzzi, Enrico Letta, Ninni Bruschetta                                                                        | I secondi arrivati     | 407.000        | 5,23% |
| 2       | 20 aprile | Antonio Di Pietro, Salvo Sottile                                                                                           | I nonni                | 342.000        | 4,94% |
| 3       | 27 aprile | Sigfrido Ranucci, Corrado Tedeschi                                                                                         | I fan                  | 358.000        | 4,67% |
| 4       | 4 maggio  | Piero Dorfles, Corrado Tedeschi, Luca Mercalli                                                                             | I condomini            | 388.000        | 5,01% |
| 5       | 11 maggio | Massimo Bernardini, Samanta Piccinetti, Michelangelo Tommaso, Fabio Caressa, Dan Peterson, Dino Meneghin, Corrado Tedeschi | Gli accoppiati         | 359.000        | 4,51% |
| 6       | 18 maggio | Serena Bortone, Alberto Rossi, Corrado Tedeschi, Camilla Tedeschi                                                          | La seconda generazione | 252.000        | 3,74% |
| 7       | 25 maggio | Riccardo Iacona, Costantino della Gherardesca, Corrado Tedeschi, Nina Soldano, Riccardo Polizzy Carbonelli                 | Gli infedeli           | 329.000        | 4,44% |
| 8       | 1º giugno | Lucia Annunziata, Massimo Recalcati, Stefano Belisari (Elio), Corrado Tedeschi                                             | Gli eroi               | 279.000        | 5,75% |